# Taricha torosa
El tritón de California (Taricha torosa) es una especie de anfibio urodelo de la familia Salamandridae. Su rango de distribución se incluye en el estado norteamericano de California, y quizás también en Baja California, México.

## Taxonomía y sistemática
Fue descrita por el zoólogo alemán M. H. Rathke como Triton torosa en 1833. Tras numerosos cambios de nombre, en 1953 K. P. Schmidt la adscribió a su actual género Taricha.
Hasta 2007 se hablaba de dos subespecies T. torosa torosa y T. torosa sierrae —tritón de Sierra Nevada—, pero estudios llevados a cabo por Shawn R. Kuchta demostraron que se trataba de dos especies que comparten el sur de la cordillera de Sierra Nevada, con una zona de hibridación en el río Kaweah, en el condado de Tulare.
Las poblaciones de San Diego y península de San Francisco, a veces denominadas T. klauberi, no han sido tenidas en cuenta como especies diferentes. Sin embargo, estudios recientes de Shawn R. Kuchta y An-Ming Tan apuntan a que sí pueda tratarse de una especie distinta.

## Distribución y hábitat
Se distribuye por la costa de California cerca del norte de San Diego hasta la mitad del condado de Mendocino, al norte de San Francisco; y por la vertiente occidental de Sierra Nevada, al sur de la bifurcación principal del río Kaweah. Quizá también esté presente en Baja California.
Son terrestres y diurnos, excepto en la época de reproducción, durante la que son acuáticos. Se encuentran en lugares húmedos, bajo maderas o leñas, en grietas de rocas y madrigueras abandonadas.

## Descripción

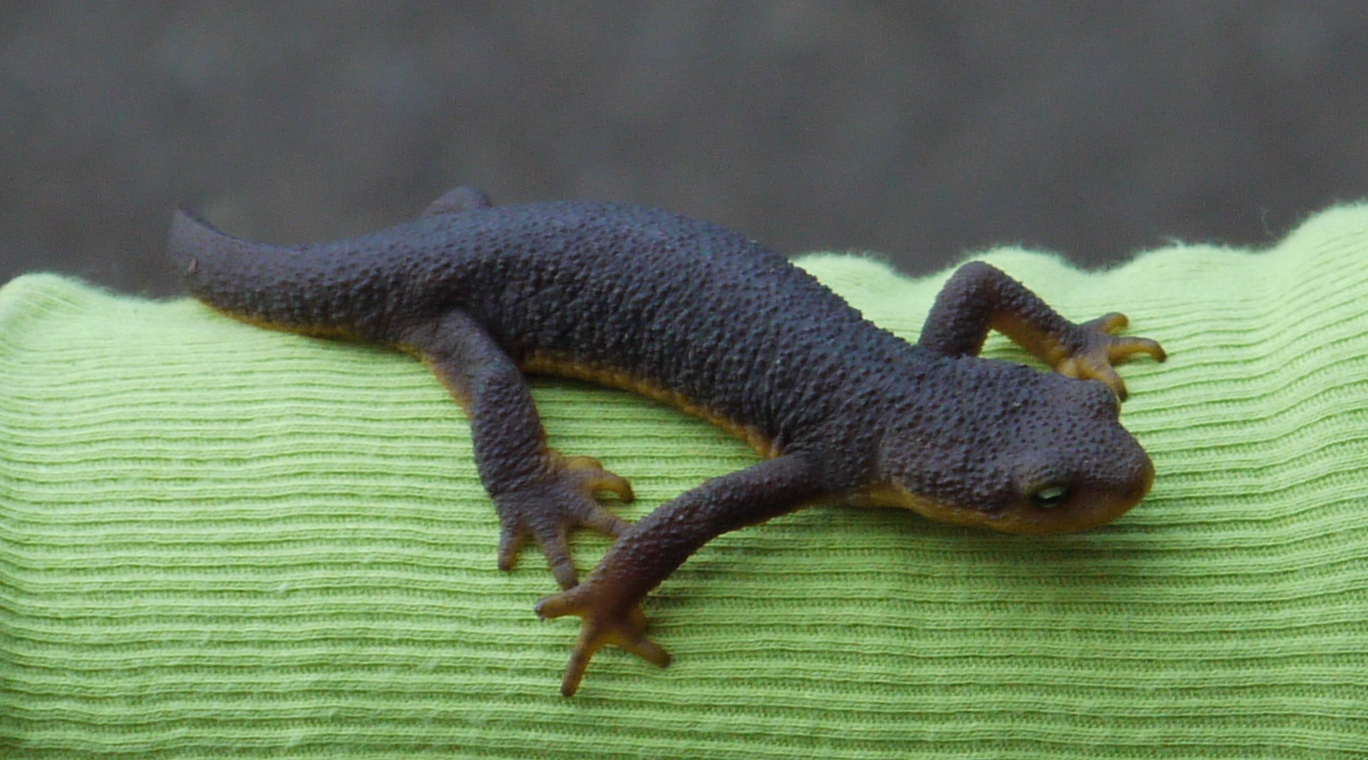
Su piel es áspera y granulada

Los adultos alcanzan de 12,5 a 20 cm de longitud, de los que de 5,5 a 9 son de la cola. De aspecto robusto y piel áspera y granulada sin surcos costales, son de color marrón o marrón amarillento dorsalmente y amarillo pálido a naranja ventralmente. La zona de los ojos es más pálida y aparecen saltones vistos desde arriba. Durante el celo, que alcanzan al tercer año, los machos pierden las rugosidades, desarrollando una piel lisa y más clara, cola aplanada que les ayuda en la natación, cloaca hinchada y almohadillas duras en la parte inferior de las patas traseras para sujetar a las hembras durante el amplexo. Los renacuajos son amarillo claro por encima, con dos estrechas líneas en la espalda.
Su piel secreta una sustancia venenosa que contiene tetrodotoxina con la que se defiende de los posibles predadores. Cuando se sienten amenazados adoptan una postura defensiva arqueando el cuerpo hacia arriba de forma que el color anaranjado del vientre se hace visible.

## Alimentación
En tierra se alimentan proyectando su lengua para cazar las presas, entre las que se cuentan los gusanos, lombrices, caracoles, babosas, cochinillas, insectos y otros invertebrados pequeños. En el medio acuático las absorben abriendo la boca, pudiendo comer huevos y renacuajos de otros anfibios. Los adultos también pueden predar sobre sus propios renacuajos, que no son venenosos; para evitarlo, los adultos secretan sustancias que los renacuajos reconocen para ponerse a cubierto.

## Reproducción y crecimiento

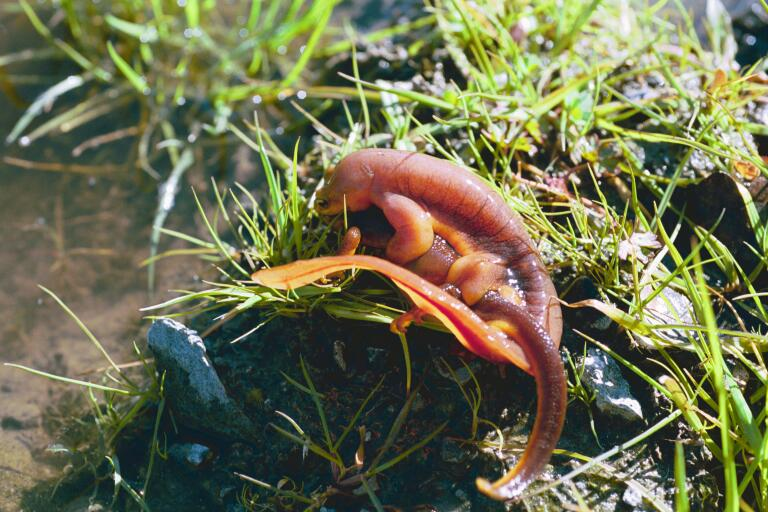
Se aprecia el cambio de aspecto del macho, con piel lisa y más clara, durante el celo

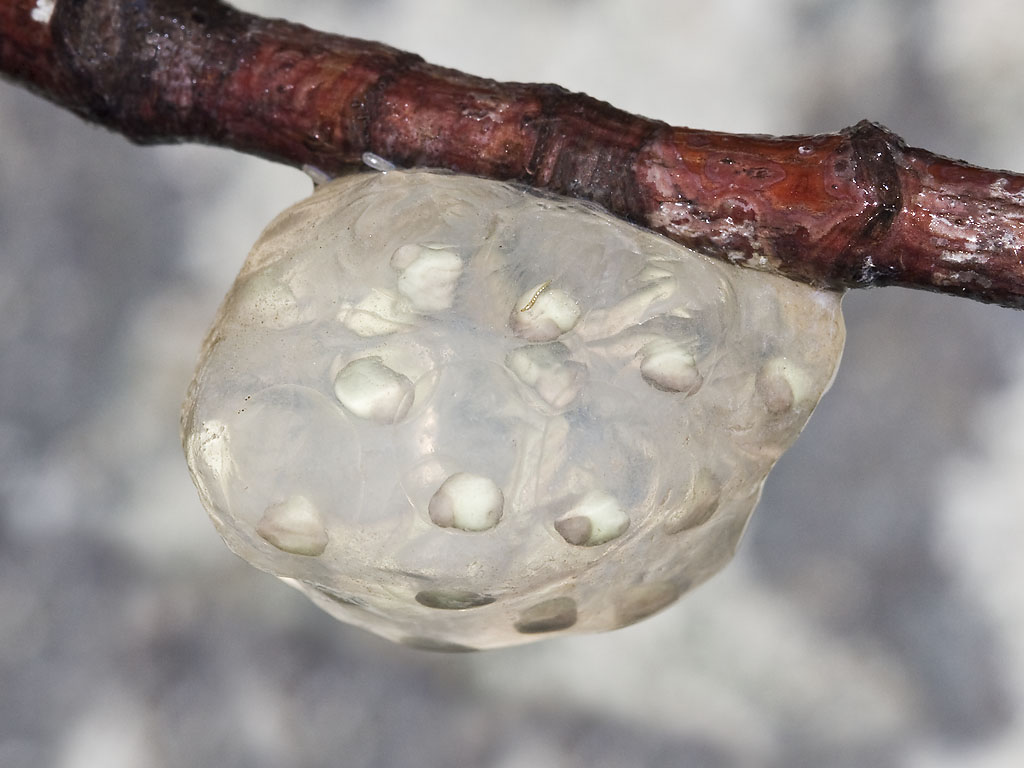
Masa de huevos globular sobre ramita

La reproducción es acuática, dura de seis a doce semanas, desde diciembre hasta febrero. Los adultos migran desde sus cuarteles terrestres a charcas, lagunas y remansos de arroyos donde se congregan. Posteriormente, de marzo a abril, regresan a tierra. Los machos llegan antes a las zonas de freza y permanecen más tiempo. Las hembras ponen de diez a cincuenta huevos de tres a seis masas esféricas independientes que se adhieren a vegetación, raíces, ramas o rocas sumergidas hasta alcanzar de 130 a 160 huevos en total. Los renacuajos eclosionan al cabo de 14 a 52 días y mantienen su forma durante varios meses. A finales de verano o principios de otoño tiene lugar la metamorfosis, que dura un par de semanas. Estos tritones recién metamorfoseados no volverán al agua hasta alcanzar su madurez sexual.